# Notophthiracarus capevidalensis
Notophthiracarus capevidalensis är en kvalsterart som beskrevs av Wojciech Niedbała 2006. Notophthiracarus capevidalensis ingår i släktet Notophthiracarus och familjen Phthiracaridae. Inga underarter finns listade i Catalogue of Life.